# Total Holocaust Records
Total Holocaust Records war ein schwedisches Independent-Label.

## Geschichte
Das Label wurde 2002 in Partille, Schweden von Håkan Johansson gegründet. Johansson beschreibt den Verlag als persönlichen Kampf gegen sich selbst. Seit circa 2014 ruht die Aktivität des Labels. Die Veröffentlichungen des Labels sind meist als CD verfügbar.
Hauptsächlich verlegte Total Holocaust Records Metal-Bands aus dem Extreme Metal, überwiegend aus stilistischen Weiterentwicklungen des Black Metals. Insbesondere wurden diverse Interpreten des Depressive Black Metal über Total Holocaust Records verlegt. Hinzukommend kooperierte das Label mit Interpreten, die mit der NSBM-Szene assoziiert werden wie Ad Hominem und Ornaments of Sin. Vereinzelt wurden auch Vertreter anderer Metal-Stile wie die Funeral-Doom-Bands Bosque und Nortt verlegt. Zu den weiteren bekanntesten über das Label vertriebenen Interpreten gehören unter anderem Make a Change… Kill Yourself, Lifelover, Forgotten Woods, Xasthur, Twilight, Nachtmystium und Lurker of Chalice.
Der Verbleib Johanssons ist unklar.

## Katalog (Auswahl)
- 2003: Ad Hominem: A New Race for a New World (Album, MC)
- 2004: Xasthur: A Gate Through Bloodstained Mirrors (Demo, CD/MC)
- 2004: Nortt: Graven (Demo, CD)
- 2004: Nortt/Xasthur: Nortt/Xasthur (Split, CD)
- 2004: Nachtmystium: Demise (Album, MC)
- 2004: Hypothermia: Suicide Fixation (Demo, MC)
- 2005: Make a Change… Kill Yourself: Make a Change… Kill Yourself (Album, CD)
- 2005: Lurker of Chalice: Lurker of Chalice (Album, CD)
- 2005: Twilight: Twilight (Album, CD)
- 2006: Nortt: Ligfærd (Album, CD)
- 2006: Forgotten Woods: Sjel av natten (EP, CD)
- 2007: Hypothermia: Rakbladsvalsen (Album, CD)
- 2007: Lifelover: Erotik (Album, CD)
- 2007: Holmgang: Gengangerens kvad (Album, CD)
- 2008: The One: I, Master (Album, CD)
- 2008: Öde: Schimmenwoud (Album, CD)
- 2008: Arkha Sva: Mikama Isaro Mada (Kompilation, CD)
- 2008: Regnum: Weil alles einst zerbrechen muss (Kompilation, CD)
- 2009: Apati: Eufori (Album, CD)
- 2009: Through the Pain: Time Heals Nothing (Album, CD)
- 2009: Bosque: Passage (Album, CD)